# 濁川温泉
濁川温泉（にごりかわおんせん）は、北海道茅部郡森町にある温泉。

## 泉質
- 塩化物泉[1]
- 炭酸水素塩泉[1]

など。源泉温度40 - 80℃

## 温泉街
森町の北西部、火山噴火によって形成された濁川カルデラ（濁川盆地）内に温泉が点在している。温泉施設は4軒存在する。
周辺は田園風景が広がる。期間によるが、地元の農作物販売直売店などもある。
地熱が高い地域であることから、温泉地には北海道電力の地熱発電所である森発電所が存在する。また、個人所有の温泉が多く存在するのも特徴である。

## 歴史
江戸時代に温泉が発見されたとされている。寛政10年（1798年）に湯治客から奉納された薬師如来像が存在し、その頃には既に湯治場として利用があったとされている。
文化4年（1807年）、当時の村役人であった加賀屋半左衛門が湯治場の開設を幕府に願い出、幕府下役の小川喜太郎、間宮林蔵が巡見の後、半左衛門が命を受け道を開き新たに湯治場を整備開設。これが濁川温泉の開湯とされている。
仙台からも湯治客が訪れたこともあり、更に浜（漁業）が豊漁のたびに地元客で大変にぎわった。 
開湯の地である「元湯神泉館」前には、1963年（昭和38年）に設置された「濁川温泉発祥の地」の記念碑がある。

## アクセス
- 国道5号森町本茅部町から北海道道778号濁川温泉線へ。
- 函館本線森駅よりタクシーで約20分。